# 上原千尋
上原 千尋（うえはら ちひろ）は、日本のAV女優。
身長:165cm。スリーサイズ:B88(D)・W63・H92cm。特技:バレーボール。

## 略歴・人物
2012年にデビューした熟女系AV女優で、年齢は作品により40代前半〜50代前半と様々である。
引退したようだ

## 出演作品

### アダルトDVD
2012年
- 人妻不倫旅行 #122（1月7日、ゴーゴーズ）※「清美」名義
- 近親相姦 母の熟れた身体（2月10日、ドリームステージエンタテインメント）共演:星野あいか
- 初撮り 五十路妻ドキュメント（3月1日、センタービレッジ）
- 近親相姦 世話焼き母さんの献身看護（4月5日、センタービレッジ）
- 断りきれない美人ママ（4月6日、カマタ映像）
- 露出調教 上原千尋 48歳（5月3日、タカラ映像）
- 近親相姦 連休母（5月7日、マドンナ）
- はいれぐ母さん（6月7日、タカラ映像）
- 母子交尾 【那須板室路】（6月21日、ルビー）
- 中出し近親相姦 湯舟の母（7月19日、センタービレッジ）
- 青姦親子（7月19日、エマニエル）
- 隣の独身熟女にムラムラ（8月1日、エマニエル）
- 鬼●川温泉で多発中 母と息子による青姦の実態（8月3日、ヤブサメ）他出演:相川志穂、滝沢すみれ、原望美
- 友達の母親を、友達の目の前で、犯しまくった少年達。（9月20日、タカラ映像）
- 美熟女専門 温泉出張マッサージ 旦那の横で悶える4人の熟女（10月5日、クリスタル映像）他出演:結城みさ、有沢実紗、折川菜由
- 一度は見たい! 熟女12人のオマンコおっぴろげ見せつけオナニー（10月5日、神動画）他出演:伊達美佐子、小倉もも、小泉のぞみ、森文乃、浦由佳、福田和代、細川まり、結城みさ、藤沢芳恵、野原もも、霧島ゆかり
- 再婚50代 美人妻の性（10月5日、ケイ・アイ・エージェンシー）
- ホルモン屋の女房（10月11日、センタービレッジ）
- 熟年ドラマ 美人姉妹が商店街の馴染みに犯されて…（10月25日、ルビー）共演:藤本敏江
- 友人の母 息子の友人に犯され、幾度もイカされてしまったんです…（11月13日、溜池ゴロー）
- 喪服未亡人 親友に寝とられて（11月25日、エーピーエー）共演:藤本敏江

2013年
- 母の匂い 2（1月10日、SODクリエイト）※「千春」名義
- 上原千尋大全集（1月10日、センタービレッジ）※総集編
- 久しぶりに再会した息子の友達（1月25日、マドンナ）
- 近親相姦 ほんの好奇心でデリヘルを呼んで見たら、お母さんとおばあちゃんが現れた!（2月21日、ルビー）他出演:岩下菜津子
- 犯道徳的母の痴態 母・義母・叔母 三熟淫母の母子交尾（2月25日、グローバルメディアエンタテインメント）共演:藤下梨花、赤城沙代
- 私塾の母 〜教え子達に捧げる卑猥な性教育〜（2月25日、マドンナ）
- ビデオボーイ 2013年5月号（3月27日、ジーオーティー）他出演:波多野結衣、稲川なつめ、堀内秋美
- 奇跡の美貌! 五十路おばさん達の4時間セックス三昧（4月1日、エマニエル）他出演:岩下菜津子、時越芙美江、宮沢小雪
- 新 熟女童貞狩り（4月11日、センタービレッジ）
- 玄関開けたら2秒でレイプ!! 〜ノンストップ・ノーカット・レイプ! ひたすら、ただひたすら、何度も何度も生中出し輪姦され続ける四十路美熟妻!〜（5月1日、エマニエル）
- 超本格官能近親エロ絵巻 お義母さん、にょっ女房よりずっといいよ…（5月9日、タカラ映像）
- 青姦解放区 -イキっぱなしの熟母たち-（5月19日、エマニエル）他出演:折原ゆかり、小早川怜子、原田美奈、冬木舞、大嶋しのぶ
- 素人わけあり熟女生中出し 73（5月31日、プラム）※「ちひろ」名義
- 隣の露出妻 なお40才と…（7月12日、LEO）他出演:加藤なお、月丘咲
- リフォームなんてするんじゃなかった…。 〜大胆改造!卑猥なビフォーアフター〜（7月25日、マドンナ）
- 奇跡の五十路美熟女! 上原千尋4時間BEST（8月22日、ルビー）※総集編
- 近親相姦 僕はママの性処理係（9月27日、小林興業）
- 女ざかりの五十路妻に喰われてみました!（10月25日、Mellow Moon）他出演:汀しのぶ、片野さえこ、高崎千鶴 ほか
- 汚された母の白衣（11月13日、溜池ゴロー）
- 五十路セレブ 露出デート（11月14日、センタービレッジ）
- 息子の前で犯されて… 母親を女として見覚める時（11月17日、ソルトペッパー）
- 妻の友人 W不倫STORY（11月17日、ソルトペッパー）共演:真咲凛
- 催眠術をかけられ命令されるままに服を脱いで股を広げる人妻 4（11月19日、Pazzo）他出演:大橋ひとみ、楢崎百合香
- 美魔女の母に食べられちゃった息子 24人スペシャル 4時間（11月25日、Mellow Moon）他出演:麻生まり子、鈴木光代、藤宮まりあ ほか
- 熟女レズビアン 義姉妹レズ初体験（12月5日、ルビー）共演:大橋ひとみ
- 五十路ドキュメント AVに出たがる熟妻（12月15日、AKEBI）
- bijin-majo 04（12月25日、美人魔女）

2014年
- 野外人妻羞恥 26（1月11日、ヤブサメ）
- 息子はいつも、寝静まった丑三つ時に私たち夫婦の寝室に忍び込んできて、寝ている主人の横で、私を犯すのです。（1月23日、タカラ映像）他出演:大橋ひとみ ほか
- 人妻中出し 2（2月17日、マザー）
- セックスカウンセラー 北条麻妃の性感クリニック（2月25日、Mellow Moon）主演:北条麻妃
- 会員制 癒し系 美熟女パブ（2月25日、Mellow Moon）共演:北条麻妃
- 完熟マダムPREMIUM 8時間 2（3月21日、クリスタル映像）他出演:山城みずほ、八上寿々音、藤江由恵、白鳥寿美礼、美山蘭子、木村真子、さくらい葉菜、中島美和、中森玲子、小早川怜子、横山みれい、宮村恋、森下麻子、滝沢すみれ、水原薫子、山口真理、一條弥生、円城ひとみ、大橋ひとみ、朝宮淳子、寺島志保、神崎久美、松本まりな、結城みさ、翔田千里、風間ゆみ、北条麻妃、村上涼子、七海ひさ代
- 避暑地の別荘で優雅に時を過ごす有閑マダムに青姦中出しナンパ!!（4月4日、ドッグイア）他出演:伊織涼子、寺崎泉、神崎久美、矢部寿恵
- 完全撮り下ろし!! 美熟女トイレオナニーコレクション 25人4時間30分（4月25日、Mellow Moon）他出演:翔田千里、北条麻妃、結城みさ、矢部寿恵、松嶋友里恵、松本まりな、大橋ひとみ、寺崎泉、小池絵美子、若松かをり、加藤ツバキ、近藤郁美、横山みれい、花島瑞江、汝鳥すみか、 庵叶和子、甲斐ミハル、北原小百合、真木静乃、青山愛、加納綾子、祐花凛、眞鍋千枝美、瀬野ゆかり
- 母なる愛 9（5月18日、マザー）

2015年
- ドM美熟妻を肉奴隷調教してみないか?（1月19日、エマニエル）他出演:折原ゆかり、春岡ちさと

### 海外配信作品
- 東京23区熟女ハメ廻し 練馬区在住の小悪魔系美人妻 （パコパコママ）
- 人妻なでしこ調教　綺麗な五十路妻のイキ狂い
- 人妻デート　あの美魔女奥様と今度は野外でデート
- 主婦どっきり15 あの美魔女奥様がブチ切れ！

### デジタル写真集
- 人妻欲望旅行 〜欲求不満の団地妻〜（2013年2月19日、ピンク倶楽部）